# Yaya Sanogo
Yaya Sanogo (sinh ngày 27 tháng 1 năm 1993) là một cầu thủ người Pháp gốc Bờ Biển Ngà hiện thi đấu ở vị trí tiền đạo cắm cho câu lạc bộ Armenian Premier League Urartu. Anh cũng đã chơi cho Auxerre, Arsenal và Toulouse, và trải qua thời gian cho mượn với Crystal Palace, Ajax, Charlton Athletic và Huddersfield Town. Anh là cựu tuyển thủ trẻ quốc tế của Pháp, và là thành viên của đội đã giành được FIFA U-20 World Cup 2013.

## Sự nghiệp
Từng tham gia thi tuyển vào học viện bóng đá danh giá Clairfontaine nhưng không thành công, Yaya Sanogo gia nhập một câu lạc bộ khác ở Paris là CO Les Ulis. Anh có một năm ở đấy trước khi được ký hợp đồng bởi Auxerre. Sanago nhanh chóng chứng tỏ được bản thân sau một loạt màn trình diễn ấn tượng ở các giải đấu trẻ và nhanh chóng thu hút sự chú ý của những câu lạc bộ ở châu âu như Arsenal hay Tottenham Hotspur. Tuy vậy, anh quyết định ký hợp đồng chuyên nghiệp đầu tiên có thời hạn 3 năm với Auxerre vào ngày 27 tháng 9 năm 2010.

### Auxerre
Sanogo có trận đấu đầu tiên trong màu áo Auxerre ở trận đấu với Sedan ở cúp quốc gia Pháp, anh khoác áo số 19. Trận đấu kết thúc với chiến thắng trên chấm penalty cho các cầu thủ Auxerre. Trận ra mắt ở giải vô địch quốc gia của Sanogo là khi anh vào sân từ ghế dự bị trong thất bại 2-1 trước Lyon vào ngày 5 tháng 10 năm 2010. Vào ngày 18 tháng 9 năm 2010, Sanogo bị gãy xương ống chân trong một trận đấu với Mulhouse trong màu áo đội dự bị Auxere. Hai ngày sau anh được xác nhận phải rời xa sân cỏ trong vòng 5 tháng. Chấn thương đó khiến Sanogo không có một trận đấu nào cho đội một suốt mùa giải 2010-11. Mãi đến đầu mùa giải 2011-12, Sanogo mới trở lại trong trận thắng Nancy với tỉ số 2-1 ở cúp quốc gia Pháp. Bàn thắng chính thức đầu tiên của Sanogo cho Auxere đến vào ngày 6 tháng 11, anh mở tỉ số trong chiến thắng 2-0 trước Toulouse. Bắt đầu mùa giải 2012-13, với việc Auxere xuống hạng lần đầu tiên kể từ năm 1980, Sanogo cũng chỉ được sử dụng nhiều hơn ở giai đoạn lược về của mùa giải. Anh tạo ấn tượng mạnh với 4 bàn thắng ghi vào lưới Stade lavallois MFC vào ngày 1 tháng 2 năm 2013, trận đấu kết thúc với chiến thắng 5-4 cho Auxerre. Chỉ một tuần sau, lại là Sanogo giải cứu đội bóng với 3 bàn thắng giúp Auxerre thắng nghẹt thở Tours 3-2. Kết thúc mùa giải, Sanogo ghi được 10 bàn trong 13 trận ra sân qua đó nhận được sự quan tâm của nhiều câu lạc bộ lớn trong đó có Arsenal.

### Arsenal
Vào ngày 1 tháng 7 năm 2013, Nguồn tin được xác nhận rằng Sanogo đã ký một hợp đồng dài hạn với Arsenal. Anh được trao áo số 22, số áo trước đó đều được nắm giữ bởi 2 người pháp là Gael Clichy và Francis Coquelin - người trước đó được cho mượn tới SC Freiburg. Sanogo có trận đấu ra mắt Arsenal khi anh vào sân thay cho Lukas Podolski trong chiến thắng 3-1 trước Fulham. Tuy nhiên, Sanogo đã dính một chấn thương vào giữa tháng chín khi thực hiện nghĩa vụ quốc gia trong màu áo U-21 Pháp. Từ đó dù không chơi thêm trận nào cho Arsenal, anh vẫn được đề cử cho giải thưởng "Golden Boy" do tạp chí Tuttosport sáng lập.

## Phong cách chơi bóng
Sanogo là một mẫu cầu thủ có thể chất ấn tượng, người ngoài thể hình đồ sộ, sức mạnh tuyệt đối còn có tốc độ nhanh như điện xẹt và sự nhanh nhẹn có thể làm bất kì một hậu vệ nào phải sợ hãi. Anh cho rằng những tố chất đó anh rèn luyện được trong những trận đấu 5 chọi 5 bất tận khi còn chơi cho CO Les Ulis. Sanogo còn sở hữu khả năng tiếp bóng tốt và khả năng giữ bóng khi quay lưng về phía khung thành đối phương để làm tường cho đồng đội, giống như tiền đạo chính hiện tại của Arsenal là Olivier Giroud. Không giống đàn anh đồng hương, Sanogo còn có thể sử dụng sức mạnh và tốc độ bùng nổ của mình để vượt qua hậu về đối phương để dứt điểm đầy tự tin.

## Thống kê sự nghiệp

### Thống kê câu lạc bộ
Cập nhật vào 12 tháng 9 năm 2015
| Mùa giải              | Câu lạc bộ     | Giải vô địch   | Giải vô địch | Giải vô địch | Cúp quốc gia | Cúp quốc gia | Cúp liên đoàn | Cúp liên đoàn | Châu Âu | Châu Âu | Khác | Khác | Tổng | Tổng |
| Mùa giải              | Câu lạc bộ     | Hạng           | Trận         | Bàn          | Trận         | Bàn          | Trận          | Bàn           | Trận    | Bàn     | Trận | Bàn  | Trận | Bàn  |
| --------------------- | -------------- | -------------- | ------------ | ------------ | ------------ | ------------ | ------------- | ------------- | ------- | ------- | ---- | ---- | ---- | ---- |
| Auxerre               | 2009–10        | Ligue 1        | 1            | 0            | 1            | 0            | —             | —             | —       | —       | —    | —    | 2    | 0    |
| Auxerre               | 2010–11        | Ligue 1        | 0            | 0            | 0            | 0            | —             | —             | 0       | 0       | —    | —    | 0    | 0    |
| Auxerre               | 2011–12        | Ligue 1        | 7            | 1            | 2            | 0            | —             | —             | —       | —       | —    | —    | 9    | 1    |
| Auxerre               | 2012–13        | Ligue 2        | 13           | 10           | 0            | 0            | —             | —             | —       | —       | —    | —    | 13   | 10   |
| Auxerre               | Tổng           | Tổng           | 21           | 11           | 3            | 0            | —             | —             | 0       | 0       | —    | —    | 24   | 11   |
| Arsenal               | 2013–14        | Premier League | 8            | 0            | 4            | 0            | 0             | 0             | 2       | 0       | —    | —    | 14   | 0    |
| Arsenal               | 2014–15        | Premier League | 3            | 0            | 0            | 0            | 0             |               | 2       | 1       | 1    | 0    | 6    | 1    |
| Crystal Palace (mượn) | 2014–15        | Premier League | 10           | 0            | 1            | 1            | 0             | 0             | —       | —       | —    | —    | 11   | 1    |
| Ajax (mượn)           | 2015–16        | Eredivisie     | 3            | 0            | 0            | 0            | —             | —             | 2       | 0       | —    | —    | 5    | 0    |
| Tổng sự nghiệp        | Tổng sự nghiệp | Tổng sự nghiệp | 76           | 26           | 8            | 1            | 0             | 0             | 6       | 1       | 1    | 0    | 91   | 28   |

## Danh hiệu
FA Cup 2014